# 中国プロ野球連盟
中国プロ野球連盟（中国語: 中国棒球职业联赛、英語: China National Baseball League, CNBL）は、中国のプロ野球リーグ。開催規模が縮小し続けていた中国野球リーグを発展的に解消する形で2019年8月に発足した。しかし、コロナ禍によるリーグ戦の中止、さらに2023年には中国野球リーグが復活したことにより、僅か1シーズンで消滅した。

## チーム
- 北京タイガース
- 天津ライオンズ
- 広東レパーズ
- 江蘇ヒュージホース

## 試合形式
試合数は各チーム18試合、合計36試合で、変則的なホーム・アンド・アウェー方式による4チームの総当たり戦。上位2チームによる3戦先勝の最終シリーズによって優勝が決定される方式。